# The Great Man
The Great Man è un film del 1956 diretto da José Ferrer.